# Alexia Bryn
Alexia Marie Bryn-Schøien, geborene Schøien (* 24. März 1889 in Oslo; † 19. Juli 1983 ebenda) war eine norwegische Eiskunstläuferin, die im Paarlauf startete.
Als Eiskunstläuferin trat Alexia Bryn mit Ehemann Yngvar Bryn im Paarlauf an. Zusammen wurden sie von 1908 bis 1913 und 1919 bis 1922 norwegische Meister. 1909, von 1912 bis 1914 und von 1922 bis 1923 nahmen sie an Weltmeisterschaften teil. Dabei konnten sie zwei Medaillen erringen. 1912 in Manchester gewannen sie die Bronzemedaille hinter Phyllis Johnson und James H. Johnson aus Großbritannien und Ludowika Jakobsson-Eilers und Walter Jakobsson aus Finnland. Elf Jahre später wurden sie im heimischen Kristiania Vize-Weltmeister hinter den Jakobssons aus Finnland.
Bei den Olympischen Spielen 1920 in Antwerpen hatten die Bryns ebenfalls die Silbermedaille hinter den Finnen gewonnen.

## Ergebnisse

### Paarlauf
(mit Yngvar Bryn)
| Wettbewerb / Jahr           | 1908 | 1909 | 1910 | 1911 | 1912 | 1913 | 1914 | 1915 | 1916 | 1917 | 1918 | 1919 | 1920 | 1921 | 1922 | 1923 |
| --------------------------- | ---- | ---- | ---- | ---- | ---- | ---- | ---- | ---- | ---- | ---- | ---- | ---- | ---- | ---- | ---- | ---- |
| Olympische Spiele           |      |      |      |      |      |      |      |      |      |      |      |      | 2.   |      |      |      |
| Weltmeisterschaften         |      | 5.   |      |      | 3.   | 4.   | 5.   |      |      |      |      |      |      |      | 5.   | 2.   |
| Norwegische Meisterschaften | 1.   | 1.   | 1.   | 1.   | 1.   | 1.   |      |      |      |      |      | 1.   | 1.   | 1.   | 1.   |      |